# Actiniogeton ambonensis
Actiniogeton ambonensis är en havsanemonart som först beskrevs av Casimir R. Kwietniewski 1898.  Actiniogeton ambonensis ingår i släktet Actiniogeton och familjen Actiniidae. Inga underarter finns listade i Catalogue of Life.